# Disculpa falsa
Una disculpa que no es una disculpa, también llamada disculpa falsa, (p)seudodisculpa o no-disculpa, es una declaración en forma de disculpa que no expresa remordimiento por lo que se hizo o se dijo, o incluso llega a responsabilizar a las personas afectadas. Es común en la política y las relaciones públicas.
Por ejemplo, decir «lamento que te sientas así» a alguien que se ha sentido ofendido por una declaración, no es una disculpa. No admite que haya nada malo con los comentarios hechos y puede implicar que la persona se ofendió por razones hipersensibles o irracionales. Otra forma de no disculpa es pedir disculpas de forma general «a cualquiera que pueda haber sido ofendido», en lugar de hacerlo directamente a la parte ofendida o insultada.
Las declaraciones que usan la palabra «lo siento» pero no expresan responsabilidad por las malas acciones pueden ser expresiones significativas de arrepentimiento, pero tales declaraciones también se pueden usar para pedir perdón sin reconocer culpa.

## Importancia jurídica

### Estados Unidos
Quienes no se disculpan a veces lo hacen para evitar un litigio, pues no admiten culpabilidad o responsabilidad. Muchos estados, incluidos Massachusetts y California, tienen leyes para evitar que un demandante utilice una disculpa como prueba de responsabilidad. Por ejemplo, un médico puede disculparse con un paciente por un mal resultado sin temer que la disculpa pueda ser utilizada en su contra en el juicio como prueba de negligencia .

### Canadá
En noviembre de 2008, la legislatura de Alberta aprobó una enmienda a la Ley de Evidencia de Alberta existente, RSA 2000, c. A-18, orientado a proteger a las personas que se disculpan de los riesgos de responsabilidad legal y pérdida de la cobertura del seguro. El artículo 26.1 de la Ley dispone que una disculpa no constituye una admisión expresa o implícita de culpa o responsabilidad.

## Variantes

### «Se cometieron errores»
La expresión «se cometieron errores» (en inglés: mistakes were made) se usa comúnmente como recurso retórico, en el que un hablante reconoce que una situación se manejó de manera deficiente o inapropiada, pero busca evadir cualquier admisión directa o acusación de responsabilidad usando la voz pasiva. El reconocimiento de «errores» se enmarca en un sentido abstracto sin referencia directa a quién cometió los errores. Una construcción en voz activa sería «cometí un error» o «Juan Pérez cometió un error». El hablante, con ello, ni acepta responsabilidad personal ni acusa a nadie. Además, la palabra «errores» no implica intencionalidad.
El New York Times calificó este tipo de frases de «construcción lingüística clásica de Washington». El consultor político William Schneider sugirió que se haga referencia a este uso como el tiempo «pasado exonerativo», y el comentarista William Safire ha definido la frase como "[una] forma pasiva-evasiva de reconocer el error mientras se distancia al hablante de la responsabilidad por ello". Un comentarista de NPR declaró que esta expresión es "el rey de las no-disculpas". Aunque quizás sea más famoso en la política, la frase también se ha utilizado en los negocios, los deportes y el entretenimiento.

### Disculpa condicional
La abogada y experta en ética empresarial Lauren Bloom, autora de El arte de la disculpa, menciona la disculpa condicional o «disculpa si» (en inglés: if apology) como una de las favoritas de los políticos, con frases como «Me disculpo si ofendí a alguien». El comediante Harry Shearer acuñó el término ifpology por sus frecuentes apariciones en el segmento Las disculpas de la semana de Le Show.
Una de las primeras referencias fue en The New York Times por Richard Mooney en su cuaderno editorial de 1992 If This Sounds Slippery ... How to Apologize and Admit Nothing. Entre otros, Mooney cita a Bill Clinton, quien dijo de Mario Cuomo: "Si los comentarios en la cinta dejaron a alguien con la impresión de que fui irrespetuoso con el gobernador Cuomo o los italoestadounidenses, entonces lo lamento profundamente". Un ejemplo famoso involucró comentarios racialmente insensibles hechos por el golfista Fuzzy Zoeller sobre Tiger Woods que derivaron en el retiro del vínculo comercial del primero con K-Mart. Según John Kador en Effective Apology («Apología efectiva»), «Agregar la palabra si o cualquier otro modificador condicional a una disculpa la convierte en una no-disculpa».

### Otras versiones
El 24 de julio de 1991, The New York Times informó que el ministro de Relaciones Exteriores de Australia, Gareth Evans, había ofrecido al primer ministro de Malasia "lo que podría describirse mejor como una disculpa sin disculpas" por lo que el gobierno de Malasia consideró una descripción insultante del país en la serie de televisión australiana Embassy. En declaraciones a los periodistas, Evans dijo que "quería reconocer la culpa donde tal reconocimiento es apropiado".
Hablando en el piso de la Cámara de Representantes de los Estados Unidos en julio de 2020, Alexandria Ocasio-Cortez desestimó lo que llamó una disculpa sin disculpas del representante Ted Yoho por haberla tildado de «perra de mierda». Después de que la historia se hizo pública, Yoho se disculpó por la «manera abrupta de la conversación» que tuvo con ella, pero negó haber usado esas palabras.

## Otros tipos de disculpa
Además, pueden tipificarse los siguientes tipos de disculpa:
- Disculpa táctica: cuando una persona acusada de haber actuado mal ofrece una disculpa que es retórica y estratégica, y no necesariamente sincera.
- Disculpa de explicación: cuando una persona acusada de haber actuado mal ofrece una disculpa que es simplemente un gesto destinado a contrarrestar una acusación de haber actuado mal. De hecho, puede ser utilizado para defender las acciones del acusado.
- Disculpa formalista: cuando una persona acusada de haber actuado mal ofrece una disculpa después de haber sido advertida por una figura de autoridad, que también puede ser la persona que sufrió el mal.
- Disculpa con final feliz: cuando una persona acusada de haber cometido un delito reconoce plenamente la responsabilidad por el hecho y está verdaderamente arrepentida.

## Otras lecturas
- Harriet Lerner (2018). Why Won't You Apologize? Healing Big Betrayals and Everyday Hurts. ISBN 978-0715652640.

- Datos: Q7048837